# ستویلووو
ستویلووو (به بلغاری: Stoilovo) یک منطقهٔ مسکونی در بلغارستان است که در استان بورگاس واقع شده‌است.